# Борщевик круглоплодный
Борщеви́к круглопло́дный (лат. Heracleum cyclocarpum) — вид растений рода Борщевик семейства Зонтичные. Произрастает на северо-востоке Турции и на востоке Грузии.

## Места произрастания
Борщевик круглоплодный встречается на лесных полянах, в верхних горных и субальпийских лесах, на опушках и в субальпийских высокотравных сообществах. Также произрастает по ущельям на влажных каменистых склонах.

## Ботаническое описание
Поликарпик. Семена 13.5 мм длиной, 6.1 мм шириной. Семена обратнояйцевидной формы, на верхушке семян имеется выемка. Слабая завязываемость. Зимостоек. Розетка листьев в первом году жизни растения составляет 40-50 см, на втором году — 166 см. Зацветает растение на первом году жизни, в первой декаде июля, а созревание семян в первой половине августа. Высота растений третьего года и старше — 150—185 см.